# سبريسيانو
سبريسيانو (بالإيطالية: Spresiano)‏ هي بلدية في مقاطعة تريفيزو بمنطقة فنيتة، شمال إيطاليا. تقع على بعد 40 كيلومترًا (25 ميلًا) شمال مدينة البندقية، و13 كيلومترًا (8 ميلًا) شمال تريفيزو.